# Бурдиани
Бурдиани (груз. ბურდიანი) — село в Грузии. Находится в Сагареджойском муниципалитете края Кахетия. Высота над уровнем моря составляет 740 метров. Население — 32 человек (2014).